# The More You Ignore Me, The Closer I Get
«The More You Ignore Me, The Closer I Get» —en español: «Cuanto más me ignoras, más me acerco»— es una canción de Morrissey, lanzado como sencillo en febrero de 1994. Fue tomada desde el Vauxhall and I entonces inédito y el álbum fue el primer sencillo Morrissey a ser producido por Steve Lillywhite.

## Lista de canciones

### 7" vinilo y casete
1. «The More You Ignore Me, the Closer I Get»
2. «Used to Be a Sweet Boy»

### 12" vinyl and CD (UK)
1. «The More You Ignore Me, the Closer I Get»
2. «Used to Be a Sweet Boy»
3. «I'd Love To» (UK version)

### CD (USA)
1. «The More You Ignore Me, the Closer I Get»
2. «Used to Be a Sweet Boy»
3. «I'd Love To» (USA version)

## Revisión
NME dio la única una mala crítica, que describe la canción como un "paseo castrado sin forma" y que su "brillante empaña la reputación" con esta versión.

## Músicos
- Morrissey - Vocales
- Alain Whyte - guitarra
- Boz Boorer - guitarra
- Jonny Bridgwood - guitarra y bajo
- Woodie Taylor - tambores

## Presentaciones en vivo
La canción fue interpretada en directo por Morrissey en sus visitas de 1995, 1999-2000 y 2004.

## Parodia
Una parodia de la canción fue hecha para Bill Nye the Science Guy en un episodio que enseñó acerca de impulso. Bajo el título "The Faster You Push Me", la canción fue en tono de broma le atribuye a 'Momentisey'.

## Versiones
La canción ha sido interpretada en las actuaciones en directo de Sara Watkins con un sentimiento de oscilación país. Su disposición funciones violín, guitarra acústica, bajo eléctrico y batería.
La canción también fue cover por la banda de pop inglés Acacia en un estilo dance-pop electrónico "Asian underground", con la banda de lanzar su versión como sencillo en 1994.